# エルツ (ヴェスターヴァルト)
エルツ (ドイツ語: Elz) は、ドイツ連邦共和国ヘッセン州ギーセン行政管区のリムブルク＝ヴァイルブルク郡に属す町村（以下、本項では便宜上「町」と記述する）である。この町は、ラインラント＝プファルツ州との州境に面している。
この町は、エルツァー・ベルクで全国的に知られている。その上を連邦アウトバーン A3号線がウンターヴェスターヴァルトからリムブルク盆地へ特徴的な地形を通っている。フランクフルト方面への長い勾配ルートは悪名高い事故多発ポイントで、最高時速は 100 km/h、トラックのそれは 80 km/h で、2基の連続的に設置された速度違反自動取締装置で監視されている。

## 地理

### 位置
エルツはリムブルク盆地に位置しており、町域はその西端の高地まで、すなわちニーダーヴェスターヴァルト（エルツの森）にまで達する。北から南へエルプバッハ川の緩やかな勾配の谷が通っている。この川は、ホーアー・ヴェスターヴァルトから湧出し、エルツでエアバッハ川を容れ、高度 110 m から 291 m に位置する集落の南でラーン川に注ぐ。

### 地質学
エルプバッハ川のかなり広い下流域は、構造地質学的に構築された地溝（エルツ地溝）で、北に向かってドルンブルク方面に伸びている。デボン紀の地盤は特にエルプバッハ川の西で第三紀の表層（粘土、砂、礫）に分厚く埋まっている。ここから、この地域で経済的に重要な石英を多く含む砂が産出する。さらに、肥沃な農業向きの土壌である氷期の黄土層が覆っている。

### 隣接する市町村
エルツは、北はフントザンゲン（ラインラント＝プファルツ州ヴェスターヴァルト郡）およびハーダマル、東と南はリムブルク・アン・デア・ラーン（ともにリムブルク＝ヴァイルブルク郡）、西はハムバッハ（ラインラント＝プファルツ州ライン＝ラーン郡）、ゲルゲスハウゼン、ニーダーエアバッハ、オーバーエアバッハ（3町村はいずれもヴェスターヴァルト郡）と境を接している。

### 自治体の構成
この町は以下の2地区からなる。括弧内の数値は2019年12月31日現在の人口である。
- エルツ（7,762人）
- マルメナイヒ（332人）

エルツ地区は、リムブルク・アン・デア・ラーンの中核市区に次いで、リムブルク＝ヴァイルブルク郡で2番目に大きな住宅地区で、長年ヘッセン州最大の町（市町村法の規定上「市」ではない自治体という意味での「町」）であった。外国人比率は 13.94 %（990人）であった。

### 気候
年間平均気温は、エルツでは 8.5 ℃、マルメナイヒでは 7.9 ℃である。平均年間降水量は、エルツで 600 から 650 mm、マルメナイヒで 720 mm である。エルツで春が始まるのは、平均して4月29日から5月5日頃である。

## 歴史
この集落名はおそらく Erle（ハンノキ）に由来する。エルツは、ヴィルトルート文書（現存しない）に933年に登場する。現存する最も古い文書記録は1145年のものである。
エルツ町内の最も古いヒトの痕跡はほとんどが先史時代のもので、新石器時代、青銅器時代、氷期（現在のアウトバーン近くの密集した墳墓群）、ローマ帝国時代、フランク時代の遺跡がある。エルツの森のモルトシャウの谷にあるニーデルングスブルクの丘陵は、中世初期の定住を示している。
この村はフランクフルト・アム・マインからケルンに通じる主要な街道「ストラータ・プブリカ」沿いにあり、現在もその中核市区は街村に特徴的な形を示している。中世には、当初は王領で、14世紀初めの短い期間リムブルク家がレーエンとして領した。1322年に初めは借金の担保として、遅くとも1406年のリムブルク家断絶によりトリーア選帝侯に所有権が移された。しかし、周辺地域はナッサウ伯領に属しており、数世紀にわたり領邦境界をめぐる紛争が繰り広げられた。
最初の教会は1218年に文献に記録されている。
1436年に選帝侯ラバン・フォン・ヘルムシュタットは、エルツを周辺の所領とともに 22,000帝国グルデンでヘッセン方伯に質入れした。1442年9月1日にローマ王フリードリヒ4世がエルツに都市権を授けた。この都市権授与の文書は、トリーア選帝侯ヤーコプ1世フォン・ジールクに対して発布された。現在その原本は失われたが、1442年から1443年に作成された真正な謄本3通がコブレンツ中央文書館に収蔵されている (Bestand 1 A, Nr. 8101–8103)。その後すぐに建設された都市防衛施設はナッサウ伯によって取り壊された。グレーベンガッセ（直訳: 堀通り）という道路の名前が、現在も防衛施設の一部のおおよその位置を示している。
複雑な所領および担保関係は、ヘッセン方伯、トリーア選帝侯、ナッサウ家の間でさらなる紛争の種となった。ナッサウ家はすぐ近くの街の都市権とそれに伴う防衛施設の建設に脅威を感じ、1456年の冬にエルツを占領し、新たに建設された市壁を破壊した。トリーア選帝侯と方伯は共同の市長を置いた。この地位にはしばしばシュタウト家の人物が就任した。彼らは、現在も町役場として使われている立派な木組み建築の館を建設した。ラテン語で Justus Studaeus Elsanus と記録されているこの一門のある人物は、マールブルク大学の法学教師で、時には弁護士を務め、1546年からはフルダ修道院領領主フィリップ・シェンク・ツーシュヴァインスベルクの宰相、1563年からフランクフルト市民となり、上流階級団体「Alten Limpurg」の会員となっている。
魔女狩りにより、1590年にエルツの8人の女性がリムブルクで火刑に処された。三十年戦争で街は大きな打撃を被った。戦争終結時、エルツには7家族が住むだけであった。1759年にエルツで生まれたハインリヒ・アルノルディは、最後のトリーア選帝侯クレメンス・ヴェンツェスラウス・フォン・ザクセンの宮廷司祭となった。
1802年の世俗化（帝国代表者会議主要決議）によりトリーア選帝侯による支配は終わり、エルツはナッサウ領（ナッサウ＝ヴァイルブルク侯領）となった。1806年からはナッサウ公国に属し、1866年にプロイセンに併合された。

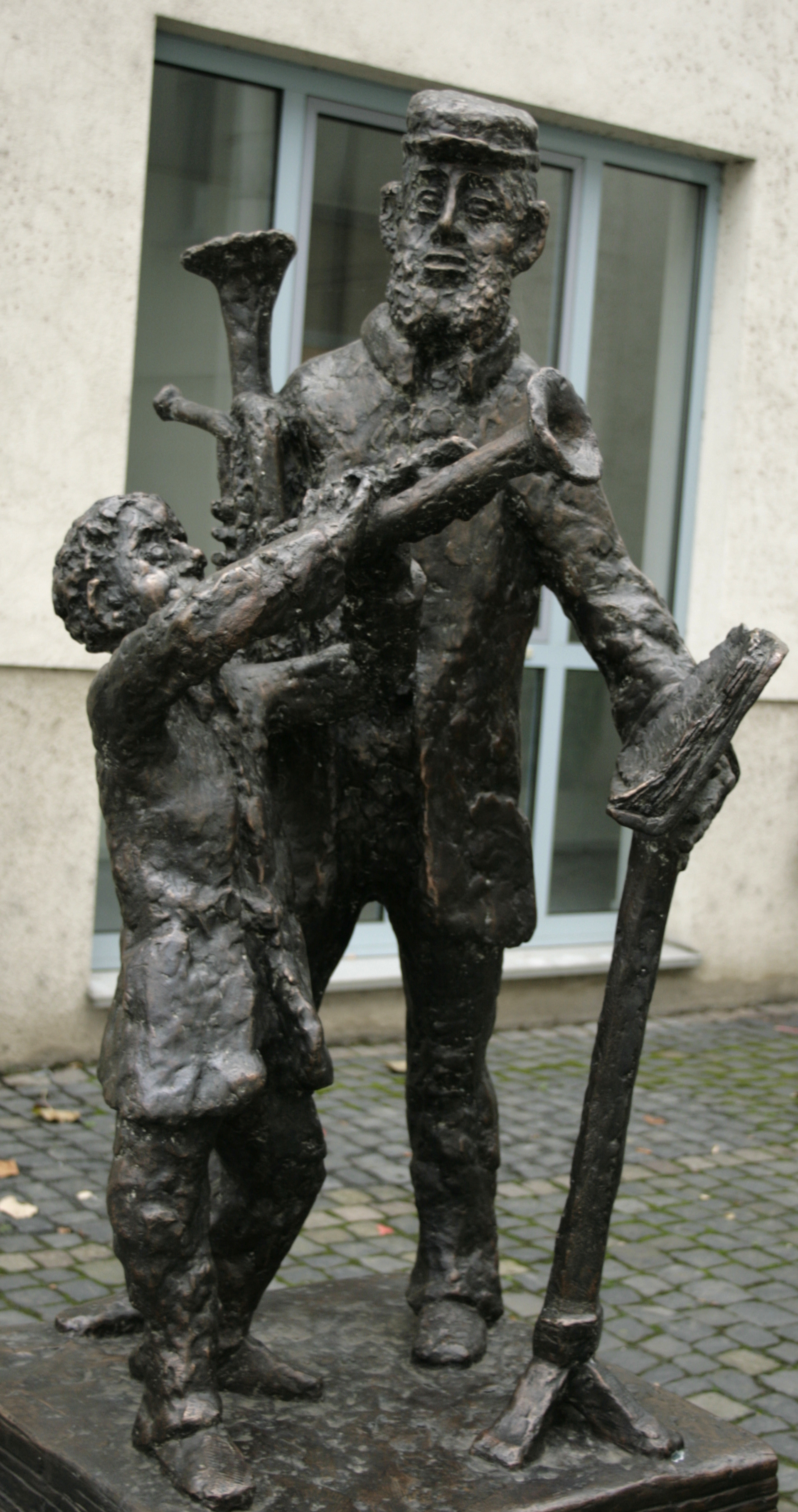
「エルツの音楽家」の像

エルツは、19世紀になると他のヴェスターヴァルトの村と同様に社会的貧困（初期工業化の大量貧困）に襲われた。周辺の村の住民と同じように多くのエルツ住民が流浪しながら生計を立てざるを得なくなった。これによりエルツの住民（たとえば、キリルス・ビオネックとその息子たちであるヨーゼフ、キリルス、フィリップ、ヨハン、ゲオルク・ビオネック）は音楽家としてヨーロッパ全土へ出かけた。「エルツの音楽家」の伝統は現在も受け継がれている。1850年9月17日、町の大部分が大火の犠牲となった。1896年に病院「聖ヨーゼフハウス」が設立された。現在ここは老人ホームとして利用されている。
第一次世界大戦で117人のエルツ住民が亡くなった。第二次世界大戦ではこの町を2回空襲が襲い、約200人が亡くなった。第二次世界大戦中には数人のユダヤ人とその他の逃亡者が逮捕された。2017年5月17日に、最初のストルパーシュタイン（躓きの石）が設置された。
1971年12月31日、ヘッセン州の地域再編に伴い、エルツは隣接するマルメナイヒと合併して拡大した。同じ年に、町域の北西端、連邦道 B8号線沿いに設けられた新しい産業用地に最初の企業が進出した。

### 領邦・行政体の変遷
以下のリストは、エルツの属した領邦および行政体を概観するものである。
- 1803年以前: 神聖ローマ帝国トリーア選帝侯領ウンテレス・エルツシュティフト、アムト・リムブルク、ゲリヒト・エルツ
- 1803年から: 神聖ローマ帝国ナッサウ＝ウージンゲン侯領（ドイツ語版、英語版）（帝国代表者会議主要決議による）アムト・リムブルク
- 1816年から: ドイツ連邦ナッサウ公国アムト・ハーダマル
- 1849年から: ドイツ連邦ナッサウ公国ハーダマル郡
- 1854年から: ドイツ連邦ナッサウ公国アムト・ハーダマル
- 1867年から: 北ドイツ連邦プロイセン王国ヘッセン＝ナッサウ州（ドイツ語版、英語版）ヴィースバーデン県オーバーラーン郡
- 1871年から: ドイツ国プロイセン王国ヘッセン＝ナッサウ州ヴィースバーデン県オーバーラーン郡
- 1886年から: ドイツ国プロイセン王国ヘッセン＝ナッサウ州ヴィースバーデン県リムブルク郡
- 1918年から: ドイツ国プロイセン自由州ヘッセン＝ナッサウ州ヴィースバーデン県リムブルク郡
- 1944年から: ドイツ国プロイセン自由州ナッサウ州リムブルク郡
- 1945年から: アメリカ管理地区（ドイツ語版）グロース＝ヘッセン（ドイツ語版、英語版）、ヴィースバーデン行政管区リムブルク郡
- 1949年から: ドイツ連邦共和国ヘッセン州ヴィースバーデン行政管区リムブルク郡
- 1968年から: ドイツ連邦共和国ヘッセン州ダルムシュタット行政管区リムブルク郡
- 1971年12月31日から: ヘッセン州地域改革: エルツおよびマルメナイヒから新たな自治体エルツが成立し、エルツ地区に行政機能が置かれた。
- 1974年から: ドイツ連邦共和国ヘッセン州ダルムシュタット行政管区リムブルク＝ヴァイルブルク郡
- 1981年から: ドイツ連邦共和国ヘッセン州ギーセン行政管区リムブルク＝ヴァイルブルク郡

## 住民

### 宗教

#### 宗教統計
- 1885年: 福音主義 47人 (2.05 %)、カトリック 2,248人 (97.95 %)
- 1961年: 福音主義 428人 (7.34 %)、カトリック 5,367人 (92.04 %)

出典: Historisches Ortslexikon

#### カトリック教区教会洗礼者聖ヨハネ教会

##### 教会の歴史
エルツは13世紀になるまで、他の20の集落とともにディートキルヒェン教区に属していた。伝承によれば、エルツは1234年からすでに独自の教区となっていた。事実上町の景観を決定づけている現在の教区教会「洗礼者聖ヨハネ教会」以前に、同じ場所に小さな教会が建っていた。その精確な規模や外観は、ほとんど判明していない。それは長さ 13.5 m、幅 9.3 m のロマネスク建築であったという説がある。現在西に移されている墓地は、かつて古い教区教会付近にあった。1846年に古い教会の屋根が崩れた。1848年の自由化運動は、エルツのカトリック信者が何世紀もの間ベーゼリヒのマリアの救済巡礼礼拝堂に詣でており、強い信仰心を持っていることを知らしめることとなった。

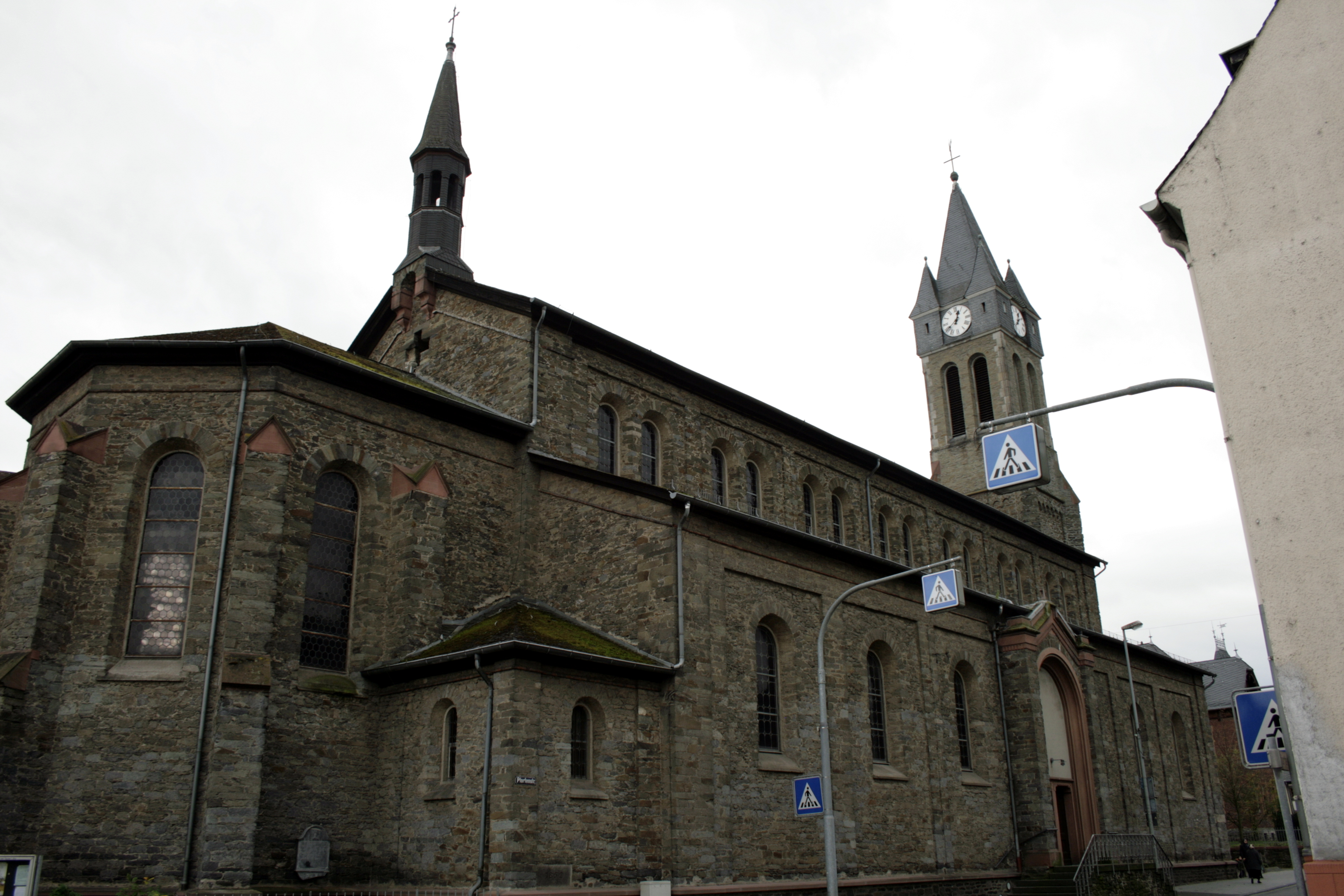
カトリック教区教会洗礼者聖ヨハネ教会

##### 現在の教区教会
ナッサウの建築マイスターであるロックの設計に基づく最初の建設準備作業は、早くも1851年に開始された。1852年6月27日に、司教ペーター・ヨーゼフ・ブルームのミサで定礎の式典が行われた。約2年後の1854年11月19日、教会（ただし塔はまだない）は司教ブルームによって聖別された。この時から祭壇には殉教者ボニファティウス、クレメンス、ブランディニアの聖遺物が収められている。当時、教会開基祭は秋の斎日後最初の日曜日に行われていた。その後1872年の司教会議により祭日が移され、9月の第3日曜日がキルメスの日曜日の期日と定められた。教会役員会と町議会は1908年4月22日に新しい教会塔の建設を合意した。塔は高さ 48 m で、1952年12月8日以降4つの鐘が設置されている。
この教会は、漆喰で装飾された自然石造りのネオロマネスク建築である。内部は外観と同様に円形アーチで構成されている。長辺側の入り口はビザンティン様式のエレメントで装飾されている。聖母戴冠をモチーフとした祭壇の構成はイルベンシュタット修道院で創られた。リムブルク聖堂からの2つの脇祭壇と磔刑群像はハーダマル・バロック様式に則っている。
隣接する司祭館は、建築素材に硬質レンガを用いており、そのコテージ様式は周囲の木組み建築から突出している。

## 行政

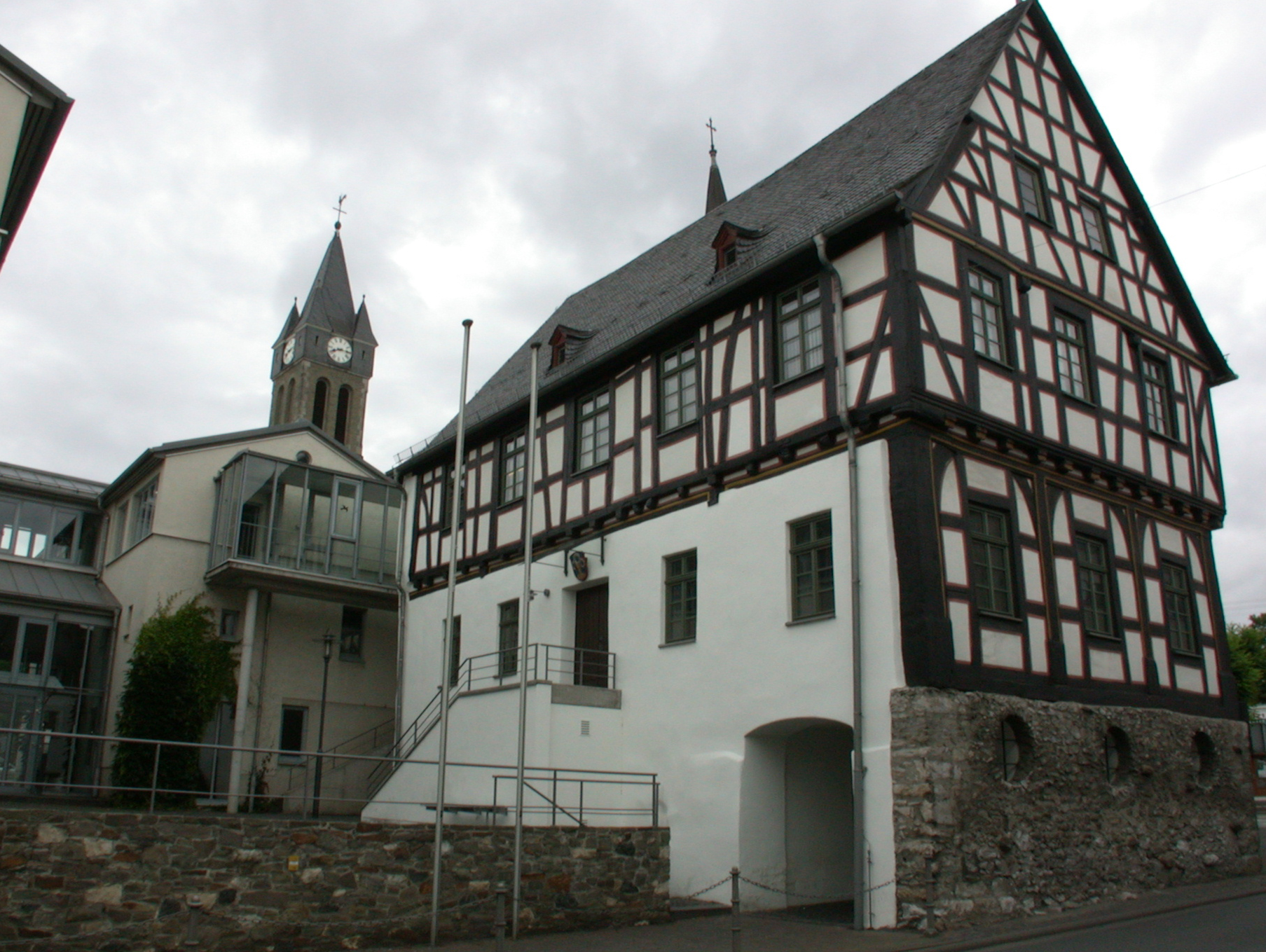
エルツの町役場

### 議会
エルツの町議会は31議席からなる。

### 首長
第二次世界大戦以降の町長を以下に列記する。
- 1945年 - 1967年: ヨーゼフ・フリードリヒ
- 1967年 - 1974年: テオ・ミヒャエリー
- 1974年 - 1981年: ギュンター・シュミット
- 1982年 - 2005年: ヴィンフリート・シューマッハー
- 2006年 - : ホルスト・カイザー

ホルスト・カイザー (CDU) は、2005年9月25日に 84.8 % の票を獲得して町長に選出され、2011年11月6日に 57.6 % の支持票を得て2期目の再選を果たした。さらに2017年9月24日の選挙で 71.3 % の票を得て再選（3期目）された。

### 紋章
図柄: 青地に、脚飾りと6本の放射状の足をもつ脚付きの金の杯。脚飾りと足にはそれぞれ緑色の石がはめ込まれている。その上に、赤いギザギザ模様を持ち、振り返る銀色の蛇。蛇は赤い三つ叉の舌を出している。蛇の体は円を描き、頭と尻尾は対称的に曲がっている。
解説と歴史: 町議会は1958年にヴィースバーデン州立文書館のデザインによるエルツの紋章使用を決議した。そのデザインは1501年の裁判印に由来する。紋章の中心は蛇と脚付き杯である。このモチーフは他の文化でも用いられているが、毒蛇を描いたものではない。これは、古代のアスクレピオスの蛇に由来する癒やしの蛇で、たとえば薬局（ヒュギエイアの杯）や病院（アスクレピオスの杖）を示す徴にも用いられている。この他に脚付きの杯と蛇はこの町の教区教会の守護聖人を象徴してもいる。伝説では、1匹の蛇が洗礼者聖ヨハネの脚付き杯から毒を吸い出し、彼が毒を飲むことから救ったとされている。この紋章の赤と銀の配色は1322年から1802年までトリーア選帝侯領に属したことを、青と金の配色は1803年から1866年までナッサウ公国に属していたことを表している。

### 姉妹自治体
- ヴァルトミュンヒェン（ドイツ語版、英語版）（ドイツ、バイエルン州）2006年1月28日

エルツもヴァルトミュンヒェンも、行使していないものの都市権を有しており、この姉妹関係は、公式の名称は「姉妹都市」である。両者の友好関係は1972年に男声合唱団「フロージン・エルツ」が始めた。この合唱団はこの年に最初のヴァルトミュンヒェンへの演奏旅行を企画した。長年両自治体の間で、個人レベルやサークルレベルでの良い交流が続いた。公的な姉妹都市関係に基づきエルツとヴァルトミュンヒェンは町の入り口に標識を建て、相互訪問や交流をさらに固め、深めている。

## 文化と見所

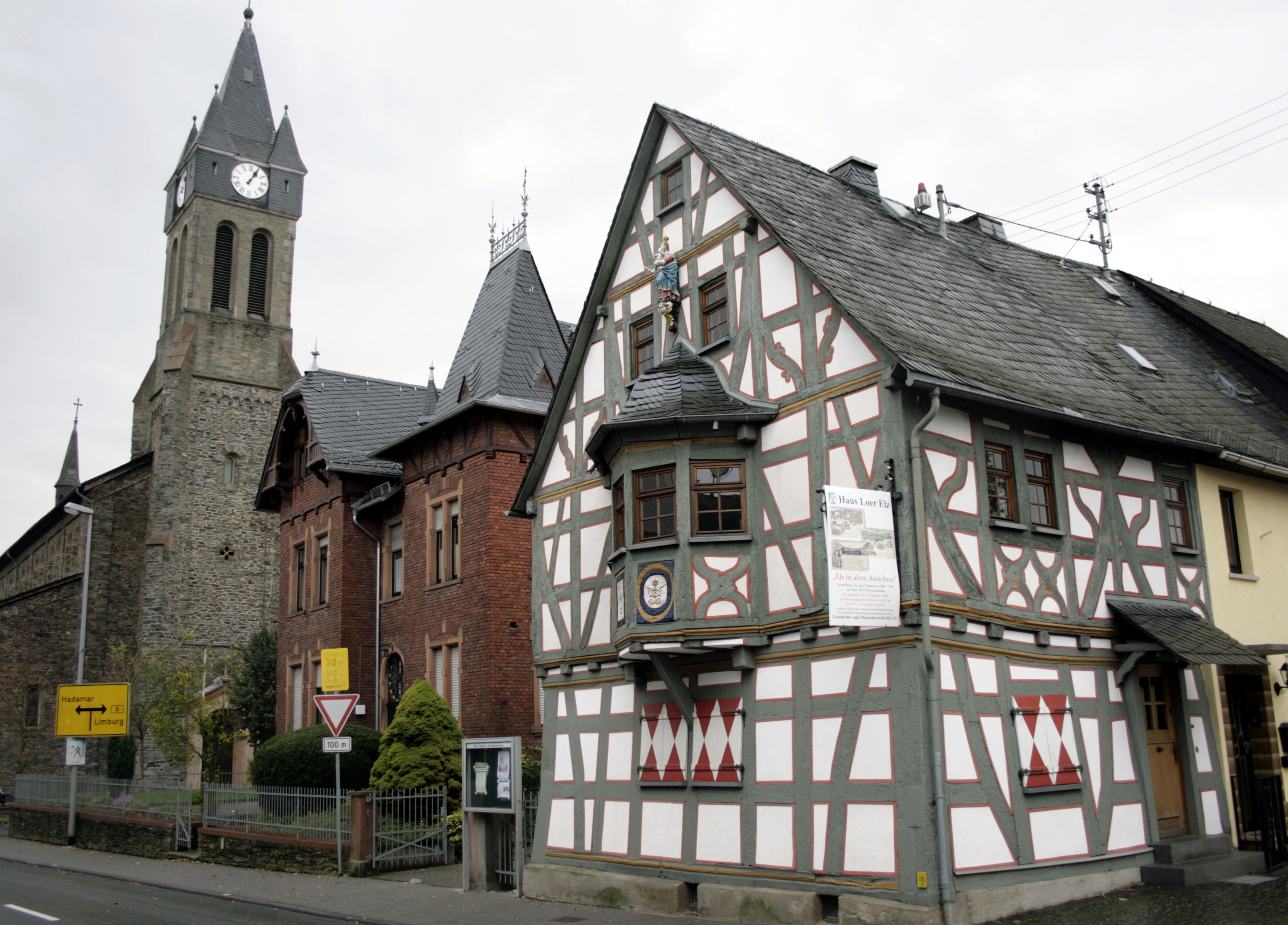
右の前景の木組み建築が郷土博物館が入居するローアー館。左奥の建物は教区教会、その間の建物は司祭館である。

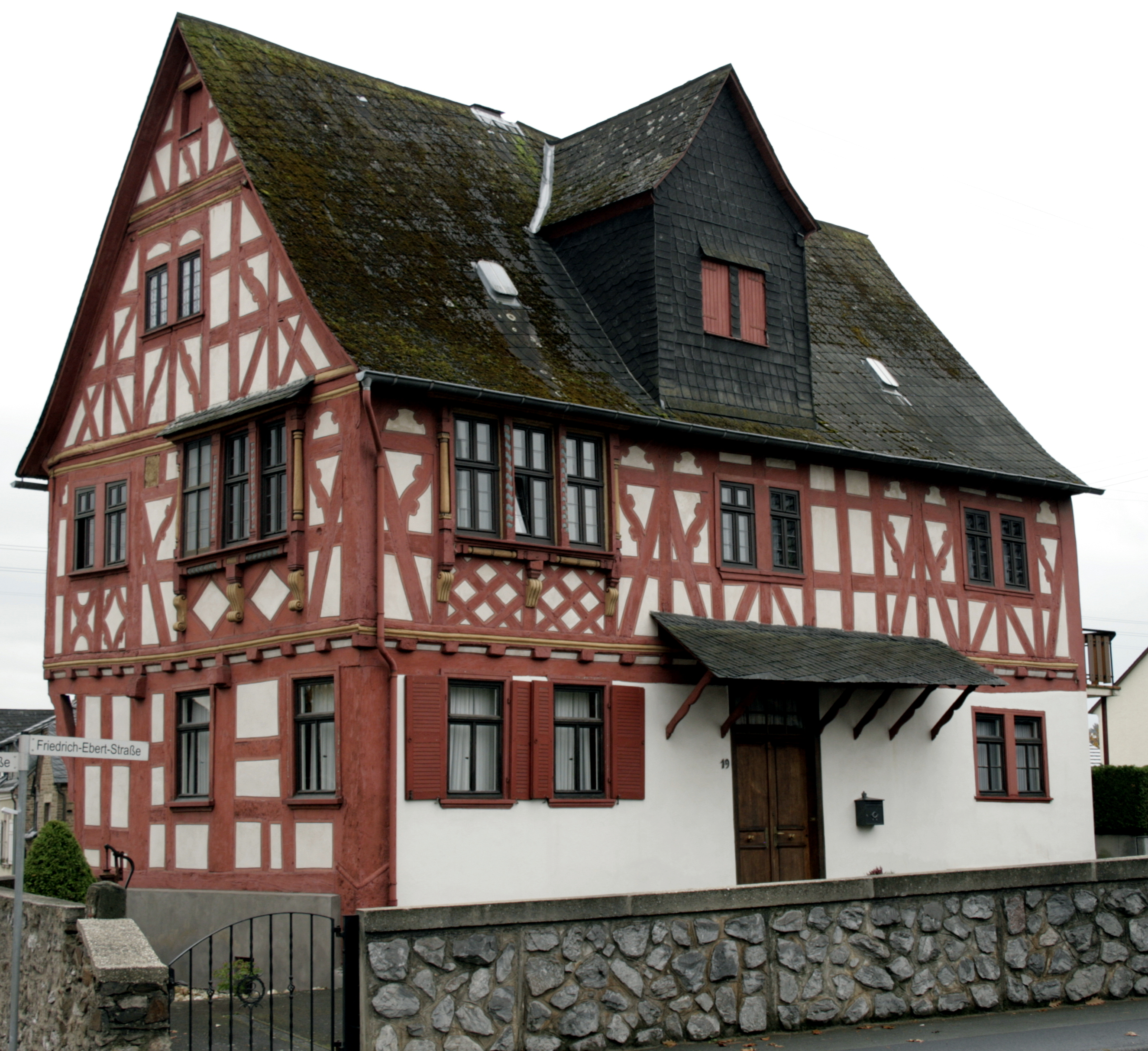
バウシェ館

### 建築
エルツに現存している最も古い建築アンサンブルは17世紀に建設されたもので、プフォルテン通りおよびバッハガッセとレールガッセの一部に存在している。このあたりは例外なく木組み建築の建物である。エルプバッハ、エアバッハ、シュトラーセンベルクを境界としてこのあたりは、19世紀まで「ミッテルドルフ」であった。当時、最初に発展したのはこの西側にある「オーバードルフ」であった。
エルツの町役場は1561年に後期ゴシック様式の木組み建築として建設された。いくつかの壁の跡が中世後期の先行建築物を偲ばせている。おそらく三十年戦争中に火災で大きな損傷を受けたと考えられる。屋根は1664年に葺き替えられた。議会場は一階にあった。現在は町長の執務室として使われている。この建物は450年の間に何度も改築がなされた。1800年頃に建物の側面の解放されていたアーケードが取り壊された。高く造られた地下倉庫は1973年に通りに面した側が取り壊され、歩行者用通路に転用された。1991年から1993年まで町役場は大規模な改修が行われた。これにより、古い町役場とつながった近代的な建物が建設された。
特別豪華な木組み建築が、現在エルツ郷土博物館が入居している1610年頃に建造されたローアー館とバウシェ館である。後者は、元々はディートキルヒェン教会の所有で、1708年に貴族のエルカーハウゼン家とヴァルダードルフ家によって現在の姿になった。

### 保養地
アンラーゲン保養地は、町の中心部近く、教区教会北のマルメナイヒに向かう高台に位置している。この高台に礼拝堂を建設すること決定が覆された後、1911年に小さな森のような形で保養地が形成された。「アンラーゲン」という名称は、元々は単なる工事の名称であったが、エルツ住民に強く定着し、現在もそのまま使用されている。現在アンラーゲンには構造的に配置された樹木の学習路の他にミニゴルフ場や遊戯場がある。この保養地区は1913年からエルツ美化協会によって手入れされている。

### 年中行事
- エルツのキルメス: 一年のハイライトがエルツのキルメス、あるいは地元の方言で「dej Elzer Kjärmes」である。町の洗礼者聖ヨハネ教会の開基祭は、毎年9月の第3週末に開催され、この地域最大級の民衆祭の1つとなっている。キルメスは、社会的貧困の時代のエルツ住民にとって極めて重要な祭であった。エルツのほとんどの住民が故郷を離れて曲芸や音楽の仕事をしていたが、キルメスには住民たちが家に帰ってきたからである。この町の18歳の男性たちにとってキルメスは、協力して巨大な「キルメスの木」を人力で切り出す2年前からすでに始まっている。自分たちのキルメスの前年に彼らは週末に親たちに「キルメスの娘」を募集する（「フライ」と呼ばれる）。キルメス前の週にはキルメスの木の前で監視を続ける。土曜日になると次の年齢の男性たちが豊かに装飾された木を町役場の近くに立てる。キルメスの始まりである。祭は火曜日まで続く。火曜日にはキルメスの若者たちが次の年齢の者達に追いやられてエルツのキルメスが終了する。伝統的には次の木曜日に、わら人形がキルメスの若者たちによる葬列の後、キルメスの木の前で燃やされて、キルメスが埋葬される。2004年にエルツは教会開基150周年を歴史パレードと歴史マーケットで祝った。
- ヘクセンケッセル（直訳: 悪魔の鍋）: 文化サークル「エルツァー・ビュルガーハウス」の下部組織で謝肉祭の開催を担当する「ロートヤッケン」は、1994年からアルトヴァイバーファストナハト（「灰の水曜日」の前週の木曜日）にエルツでパレードを開催している。「魔女の鍋」はエルツの名誉町民カール・シェーファーが家族の支援を得て始めたものである。その目的はアルトヴァイバーファストナハトに町の中心部や地元の飲食店を活気づけることにあった。これはバーゼルの有名なモルゲシュトライヒをモデルにした、自動車を使わない純粋な徒歩によるパレードである。パレードはエルツの中心部を通り、最も美しいコスチュームに賞が与えられる共同の終了イベントで終わる。わずかな年でこのイベントは数年でエルツの町境を超えて知られるようになった。60組近い徒歩のグループが怪人のようなコスチュームを身につけてパーレドに参加した。しかし参加者が年々減少したため、2018年2月を最後にエルツのヘクセンケッセルは開催されなくなった。
- エルツのアイスツァウバー（直訳: 氷の魔法）: この町では、毎年アドヴェントの期間にヒルテン広場にスケートリンクが設けられる。これにともなって、その周囲で小さなクリスマスマーケットが14日間開かれる。2003年から造られているこのアイスリンクは、ほぼすべてのエルツの子供達がスケートができるようになった事に寄与している。
- ヴェスターヴァルト＝タウヌス展示会 (WESTA): この消費者メッセは、かつては2年ごとに開催されていたが、近年は開催されていない。その替わりにドイツ/オランダ素材マーケットが開催される。

### 名物料理・食材
- エルツァー・クヴェーチェクーヒェ（プラムの焼き菓子）: エルツのキルメスの歌の第5連に「Quetschekuche soiß än zoart, bäckt mer in Elz die richtig Oart」（エルツ方言で、「プラムの焼き菓子、甘くて柔らか、エルツでちゃんと焼いている」）と歌われているこの地域の名物菓子である。この焼き菓子の人気の背景には、プラムの収穫時期とキルメスが9月に一緒にやってくることがある。プラムをトッピングした酵母入りのケーキは、大きな四角い天板の上で調理される。これはエルツの「発明」ではなく、この地域で広まっている菓子である。

## 経済と社会資本
この町には600社以上の会社があり、2,000人以上の職場がある。産業地区は、連邦道 B8号線沿いマルメナイヒ方面にある。

### 交通

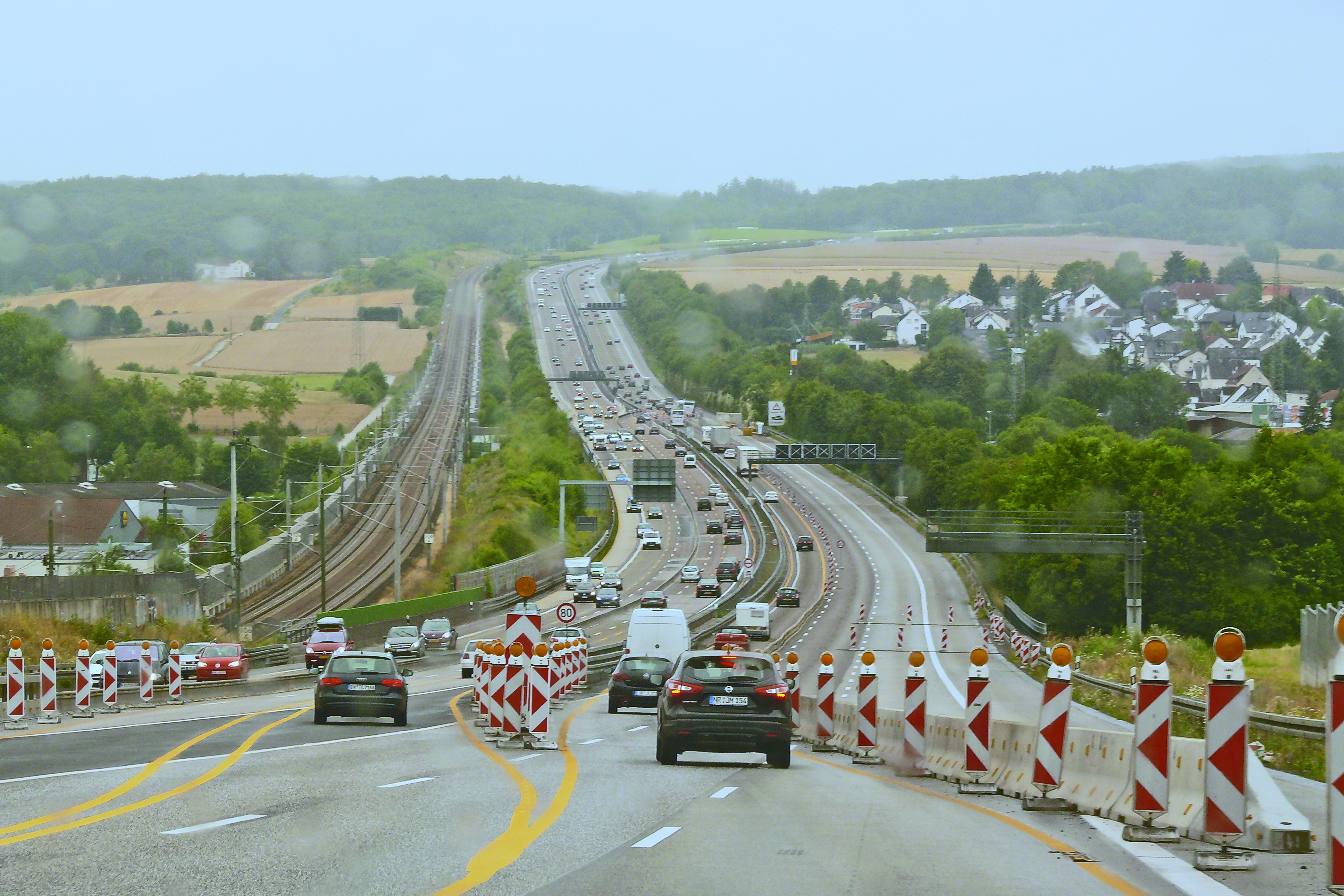
交通事故が多発するアウトバーン A3号線のエルツァー・ベルクの急勾配。画面左手の線路は高速鉄道ケルン - ライン/マイン線。

#### 道路
連邦道 B8号線がエルツを通っている。ここは常に渋滞しているため、連邦広域道路需要計画には、1260万ユーロを出資してエルツ・バイパス道路の建設が早急に必要であるとされている。B8号線の交通事故は固定型の速度違反自動取締装置によって減少した。オフハイム地区のバイパス道路を計画している隣のリムブルク市と数年前から論争が起きている。共同のルートをたどる可能性もあるこの2つの道路は、どちらの町にも影響を及ぼしうる。この論争が長年にわたって2つの計画の障害となっている。

#### 鉄道

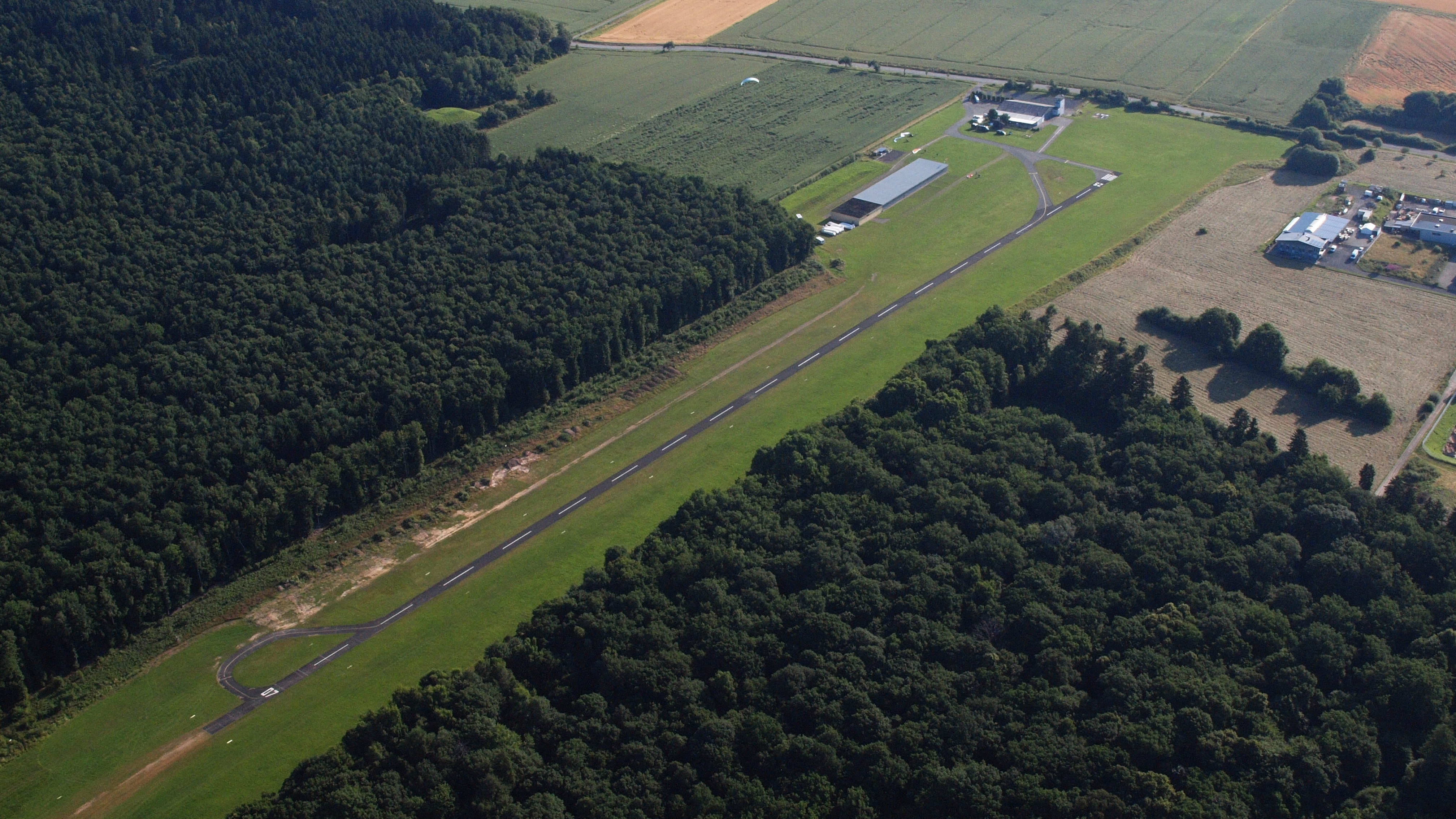
エルツ飛行場

エルツには2つの駅がある。町の中心部近くにあるのがヴェスターヴァルト＝ジーク鉄道のエルツ駅で、ここにはリムブルク - ディーツ東 - ハーダマル - ヴェスターブルク - ハッヒェンブルク - アルテンキルヒェン (ヴェスターヴァルト) - アウ (ジーク) - キルヒェン - ジーゲン - クロイツタールと運行する RB 90 の列車が発着する。もう一つが、リムブルク - シュタッフェル - ジールスハーン線（ウンターヴェスターヴァルト鉄道）のエルツ南駅である。ここではリムブルク (ラーン) からモンタバウアーを経由してジールスハーンへ向かう RB 29 が利用できる。この2つの鉄道路線はヘッシシェ・ランデスバーン HLB ドライレンダーバーン部門が運営している。
高速鉄道ケルン - ライン/マイン線のエルツァー・ベルク・トンネルもこの町にある。最寄りの高速鉄道の駅は約 8 km 離れたリムブルク南駅である。

#### 航空
エルツには飛行場がある。この飛行場は、エルツ航空スポーツグループのホーム飛行場である。

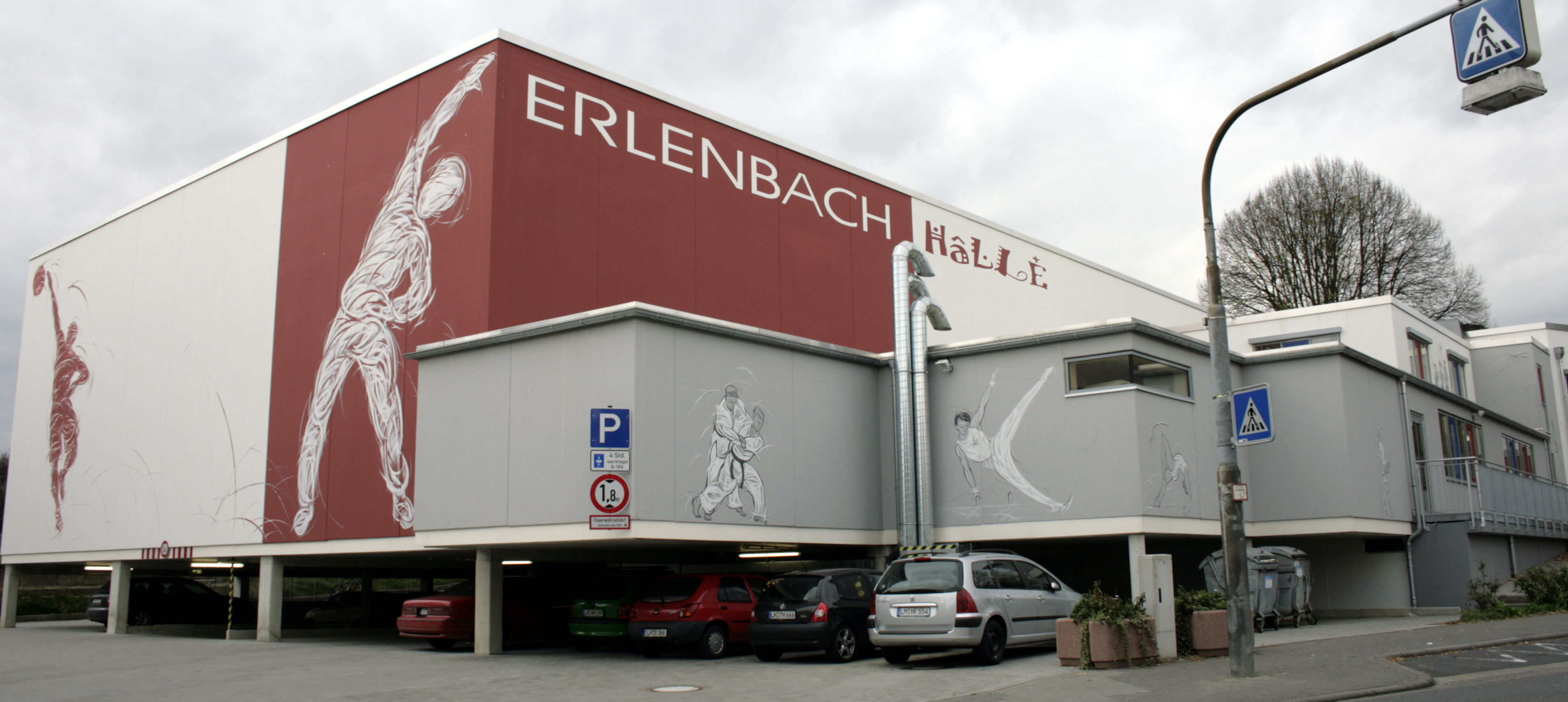
エルレンバッハハレ

### 公共施設
エルツには広い付属施設（卓球場、ビーチバレー・コート、バスケットボールのゴール、チェス場）を持つ大きな屋外プールがある。その近くには中央スポーツゲレンデとテニスコートがある。この他にこの町には4つの体育館がある。エルツには2つの老人ホームと介護のための多くの施設がある。

### 教育
エルツには、聖マルティン幼稚園（カトリック教会が運営）、ウンテルム・レーゲンボーゲン幼稚園、ロリポップ幼稚園（ともに町立）、メアリー・ポピンズ託児所（民営）、オラニエン基礎課程学校（2009年7月まではエルツ南基礎課程学校）、および基礎課程・本課程・実科学校のエルレンバッハシューレがある。

### 防災
- エルツ消防団
- マルメナイヒ消防団

## 人物

### 出身者
- テオドール・ブランク（1905年 - 1972年）政治家。国防大臣（1955年 - 1957年）、労働・社会秩序大臣（1957年 - 1965年）を歴任した。

## 関連文献
- Otto Purtauf. Die Schenk's
- Otto Purtauf. Die Geschichte der Familie Eis und deren Nachkommen
- Karl-Heinz Rörig (2013). Elz – Vorgeschichtliche Spuren in einer Kulturlandschaft. Elz
- Karl-Heinz Rörig; Werner Geberzahn (2015). Malmeneich - Chronologie, Geschichte und Geschichten eines Dorfes und seiner Umgebung. Elz
- Annette Rudolph-Cleff, et. al, ed (2019). Elz. Seiltänzer & fahrende Musikanten: Ein Studienprojekt zur Stadtentwicklung. Darmstadt
- Erhard Weimer (1982). Chronik der Gemeinde Elz. Elz
- Erhard Weimer (2006). Elzer Atlas. Elz

### 訳注
1. ↑  ドイツ語: Anlageは、「施設」「設備」を意味する